# Аббади, Арно Мишель д’
Арно́ Мише́ль д’Аббади́ (фр. Arnaud Michel d'Abbadie, 24 июля 1815, Дублин — 8 ноября 1893) — французский исследователь Эфиопского нагорья в 1838—1848 годах, брат Антуана Томсона д’Аббади.
Антуан Томсон и Арно Мишель, сыновья французского эмигранта, родились в Дублине в 1811 и 1815 гг. В 1818 году родители переехали во Францию. Перед началом путешествия в Эфиопию в 1837 году Арно д’Аббади находился в Алжире. В феврале 1838 года братья прибыли в Массаву. С 1838 по 1848 год в Эфиопии Арно вместе с братом собрали много ценных сведений по географии и этнографии, которые опубликовали в описаниях своих путешествий. В 1850 году братья были удостоены большой медали Парижского географического общества.
Арно д’Аббади в 1853 году осуществил ещё одну поездку в Эфиопию.

## Публикации
1. Arnaud d’Abbadie, Douze ans de sejour dans la Haute Ethiopie (Abyssinie), t. 1, Paris, 1868. (фр.)